# Bisbat de Wonju
El bisbat de Wonju (coreà: 원주교구); llatí: Dioecesis Voniuensis) és una seu de l'Església catòlica als Corea del Sud, sufragània de l'arquebisbat de Seül. Al 2020 tenia 79.402 batejats d'un total de 880.054 habitants. Actualment està regida pel bisbe Basil Cho Kyu-man.

## Territori
La diòcesi comprèn els següents territoris de Corea del Sud: 
- la ciutat de Donghae (en part), Samcheok, Wonju, Taebaek, i els comtats de Yeongwol, Jeongseon, Pyeongchang (en part) i Hoengseong a la província de Gangwon;
- la ciutat de Jecheon i els comtats de Danyang a la província de Chungcheongbuk-do.

La seu episcopal és la ciutat de Wonju, on es troba la catedral de Nostra Senyora de la Gràcia
El territori s'estén sobre 8.186 km² i està dividit en 53 parròquies.

## Història
La diòcesi va ser erigida el 22 de març de 1965 per la butlla Fidei propagandae del papa Pau VI, prenent el territori de la diòcesi de Chuncheon.
El 29 de maig de 1969 cedí una porció del seu territori a benefici de l'erecció de la diòcesi d'Andong.

## Cronologia episcopal
- Daniel Tji Hak Soun † (22 de març de 1965 - 12 de març de 1993 mort)
- James Kim Ji-seok (12 de març de 1993 succeduto - 31 de març de 2016 jubilat)
- Basil Cho Kyu-man, des del 31 de març de 2016

## Estadístiques
A finals del 2020, la diòcesi tenia 79.402 batejats sobre una població de 880.054 persones, equivalent al 9,0% del total.
| any  | població | població  | població | sacerdots | sacerdots       | sacerdots       | sacerdots             | diàques | religiosos | religiosos | parroquies |
| ---- | -------- | --------- | -------- | --------- | --------------- | --------------- | --------------------- | ------- | ---------- | ---------- | ---------- |
| any  | batejats | total     | %        | total     | clergat secular | clergat regular | batejats por sacerdot | diàques | homes      | dones      |            |
| 1970 | 30.745   | 1.021.523 | 3,0      | 32        | 11              | 21              | 960                   |         | 21         | 42         | 21         |
| 1980 | 36.018   | 1.182.020 | 3,0      | 32        | 20              | 12              | 1.125                 |         | 12         | 40         | 25         |
| 1990 | 42.079   | 1.234.000 | 3,4      | 36        | 36              |                 | 1.168                 |         | 7          | 98         | 28         |
| 1999 | 53.162   | 847.516   | 6,3      | 61        | 61              |                 | 871                   |         |            | 177        | 34         |
| 2000 | 55.822   | 844.284   | 6,6      | 53        | 53              |                 | 1.053                 |         |            | 179        | 34         |
| 2001 | 57.572   | 832.535   | 6,9      | 60        | 60              |                 | 959                   |         |            |            | 35         |
| 2002 | 59.684   | 863.209   | 6,9      | 62        | 62              |                 | 962                   |         |            | 184        | 36         |
| 2003 | 60.985   | 880.473   | 6,9      | 60        | 60              |                 | 1.016                 |         |            | 284        | 36         |
| 2004 | 62.447   | 901.233   | 6,9      | 69        | 69              |                 | 905                   |         |            | 222        | 38         |
| 2010 | 68.892   | 820.724   | 8,4      | 79        | 79              |                 | 872                   |         |            | 316        | 44         |
| 2014 | 73.538   | 830.280   | 8,9      | 85        | 85              |                 | 865                   |         | 2          | 232        | 47         |
| 2017 | 76.421   | 866.728   | 8,8      | 94        | 94              |                 | 812                   |         | 3          | 217        | 50         |
| 2020 | 79.402   | 880.054   | 9,0      | 100       | 100             |                 | 794                   |         | 2          | 211        | 53         |